# Transakcentacja
Transakcentacja (niem. Akzentverschiebung, ang. displaced accent) – w literaturze zabieg polegający na przeniesieniu akcentu z sylaby prawidłowo akcentowanej na inną, zwykle z nią zrymowaną, mający na celu zwrócenie uwagi odbiorcy na dany wyraz lub sformułowanie. Ten typ przesunięcia akcentowego polega na zastąpieniu akcentowania wyrazowego sztucznym akcentowaniem przewidzianym przez wzorzec rytmiczny w tekstach wierszowanych (poetyckich). Poeta i odtwórca wiersza poddaje się rytmizacji silnej wiersza i łamie zasady akcentowania, aby nadać wierszom wygląd pełnej regularności, co wiąże się zazwyczaj z podkreśleniem niecodzienności tego efektu. Ten sposób podkreślania w tekście ważnych informacji szczególną popularność zdobył w XIX wieku.
W przypadku utworów poetyckich śpiewanych zabieg ten nosi nazwę transakcentacji melicznej. Transpozycja meliczna (widoczna zwłaszcza w piosenkach ludowych) polega na przesunięciu akcentu wyrazowego na sylabę wskazaną przez rozkład akcentów muzycznych.

## Przykłady
„I chciałabym, i bo’ję się”.
Aleksander Fredro, Zemsta.
Jak tam, panie Ildefonsie,
Czy porządki już ro’bią się?
Konstanty Ildefons Gałczyński, Rozmowa między Mikołajem i Konstantym Ildefonsem (fragment)
Zachòdź-że, słòneczkò, skorò masz zàchodzìć
Piosenka ludowa.
Uważaj!
Uważaj!
Uważaj!
Uważaj!

Stachursky w piosence Dosko. (w wyrazie uważaj akcent powinien przypadać na drugą sylabę)
(...) twoja muzyka we mnie gra
Patrycja Markowska w piosence Świat się pomylił. (w wyrazie muzyka akcent powinien przypadać na pierwszą sylabę)
Pierwsza strofa wiersza Franciszka Karpińskiego jest śpiewana z transakcentacją:
Już miesiąc zeszedł, psy się uśpiły,
I coś tam klaszcze ‘za bo’rem.
Pewnie mnie czeka mój Filon miły
Pod umówionym ‘jawo’rem.